# Hans Busch (Physiker)
Hans Busch (* 27. Februar 1884 in Jüchen; † 16. Februar 1973 in Darmstadt) war ein deutscher Physiker. Er war der Begründer der Elektronenoptik und legte damit die theoretischen Grundlagen für das Elektronenmikroskop.

## Leben
Hans Walter Hugo Busch wurde 1884 als Sohn des Besitzers einer Baumwollspinnerei und Weberei Dr. phil. Hugo Busch und seiner Ehefrau Johanna Roth in Jüchen im Rheinland geboren. Nach dem Abitur studierte er 1904/05 zunächst in Straßburg und ab 1905/06 in Berlin und ab 1907 an der Universität Göttingen Physik. In Göttingen, wo er ab 1907 bis 1913 als wissenschaftlicher Assistent am Institut für angewandte Elektronik beschäftigt war, promovierte er 1911 über Stabilität, Labilität und Pendlungen in der Elektrotechnik.
Im Ersten Weltkrieg war er von 1914 bis 1916 Artillerieoffizier an der Front und von 1913 bis 1920 wissenschaftlicher Hilfsarbeiter an der „Radiotechnischen Versuchsanstalt für Marine und Heer“ in Göttingen. Er habilitierte sich 1920 an der Universität Göttingen mit der Arbeit Über die Erwärmung von Drähten in verdünnten Gasen durch den elektrischen Strom. Zunächst wurde er Privatdozent an der Universität Göttingen.
Von 1920 bis 1927 war er Assistent am Physikalischen Institut der Universität Jena. 1922 wurde Busch außerordentlicher Professor an der Universität Jena und entwickelte dort die Elektronenoptik und die Elektronenlinse. Aufgrund dieser Arbeiten wurde es möglich, die Bewegung von Elektronen in Magnetfeldern, die fokussierende Funktion von Spulen auf sich bewegende Elektronen und ihre abbildende Funktion zu berechnen. Diese Ergebnisse bildeten die theoretische Basis für die Entwicklung des Elektronenmikroskops. In den Jahren 1925/26 gehörte Busch der Deutschnationalen Volkspartei an.
1927 wurde er Technischer Leiter des Fernmelde-Kabelwerkes Oberspree der AEG in Berlin. 1930 wechselte Busch als Professor für Elektrotechnik an die TH Darmstadt. Busch wurde Nachfolger des 1928 überraschend verstorbenen Professors Karl Wirtz (1861–1928). Vorsitzender der Berufungskommission war das Vorstandsmitglied der AEG, Waldemar Petersen, der von der TH Darmstadt seit 1926 beurlaubt war. Das Berufungsverfahren zog sich in die Länge, da zunächst Abraham Esau als Nachfolger vorgesehen war. Nach dessen Absage Anfang 1929 wurde eine neue Liste mit Hans Busch als Erstplatziertem erstellt. Angesichts der baulichen und finanziellen Forderungen von Busch, er hatte u. a. einen Neubau für sein Institut für Fernmeldetechnik gefordert, und auf dem Hintergrund der schwierigen wirtschaftlichen Situation im Volksstaat Hessen schien das Verfahren lange gefährdet. Erst mit Hilfe von Waldemar Petersen und der Industrie gelang es, Busch schließlich an die TH Darmstadt zu holen.

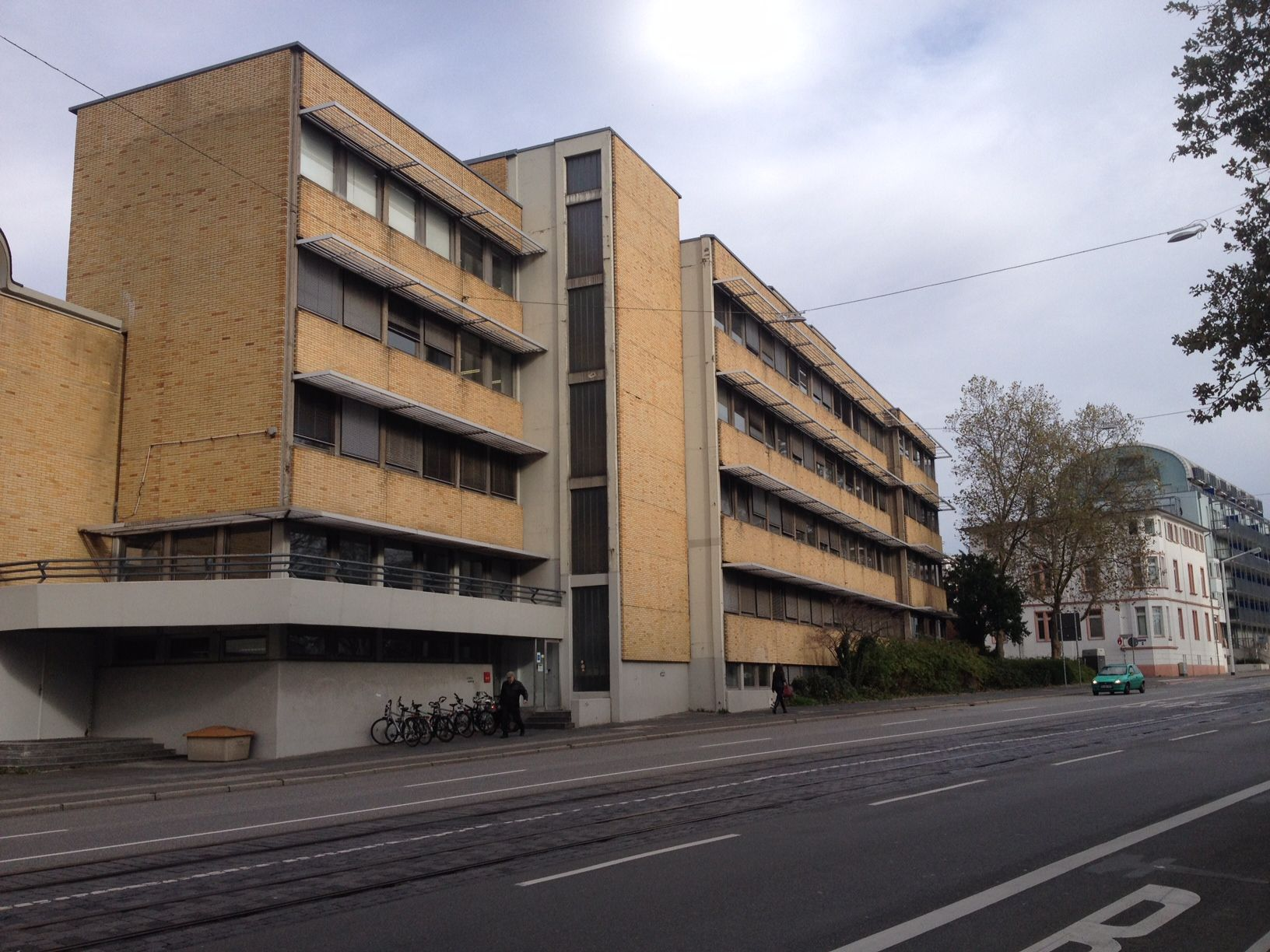
Hans-Busch-Institut der TU Darmstadt, Merckstraße 25

Hans Busch baute hier das neue Institut für Fernmeldetechnik auf, wobei der geforderte Neubau erst 1934 eröffnet werden konnte. In Darmstadt schrieb er auch sein grundlegendes Buch über die Elektronenoptik.
Hans Busch war 1933/34 Rektor der TH Darmstadt und 1937–39 sowie 1944–47 Dekan der Fakultät für Elektrotechnik. Busch war von 1933 bis 1939 Förderndes Mitglied der SS. Er war wie zahlreiche andere Darmstädter Professoren an Forschungs- und Entwicklungsarbeiten des „Vorhabens Peenemünde“ beteiligt. Seit 1940 führte er mit mehreren Mitarbeitern des Instituts Forschungen auf dem Gebiet der Datenübertragung für die Heeresversuchsanstalt Peenemünde durch. Hierbei handelte es sich um kriegswichtige Aufgaben. Aufgrund seiner besonderen Leistungen wurde er 1942 mit dem Kriegsverdienstkreuz II. Klasse ausgezeichnet.
Am 1. Juli 1946 wurde er aus „politischen Gründen“ aus dem Staatsdienst entlassen. Im Entnazifizierungsverfahren wurde er Mitte 1946 zunächst als Mitläufer eingestuft und zu einer Geldsühne von 1.000 Reichsmark verurteilt. Im September 1947 wurde das Verfahren jedoch schließlich eingestellt.
1949 wurde er zum Ehrenmitglied der Deutschen Gesellschaft für Elektronenmikroskopie ernannt und mit dem Titel „Vater der Elektronenoptik“ geehrt. 1952 wurde Busch emeritiert.
Ein von Ernst Neufert und Wolfgang Rösel zwischen 1969 und 1973 errichtetes Gebäude (S3|06) des Fachbereichs Elektrotechnik an der TU Darmstadt wurde zu seinen Ehren noch zu seinen Lebzeiten nach seinem Namen benannt.
Busch verstarb am 16. Februar 1973 in Darmstadt.

## Ehrungen/Auszeichnungen
- 1942: Kriegsverdienstkreuz II. Klasse
- 1950: Dr. Ing. e. h. der Universität Karlsruhe
- 1954: Dr. rer. nat. h. c. der Universität Jena
- 1958: Dr. phil. h. c. der Universität Kiel
- 1958: VDE-Ehrenring[2]
- 1964: Philipp-Reis-Plakette[3]